# Alen Bibic
För Alen Bibics bror med liknande namn, se Almen Bibic.
Alen Bibic, född 16 oktober 1991 i Ugao, nuvarande Serbien, är en svensk ishockeyspelare (back).

## Biografi
Bibic kom till Sverige då han var 9 månader gammal. Han var med i Dalarnas TV-pucken-lag 2007/2008 och samma säsong fick han en plats i Leksands IF:s J18-lag. Säsongen 2009/2010 tog han SM-guld med Leksands J20-lag och säsongen efter fick han en plats i A-laget. Han spelade i Rögle BK tills 2019.
År 2019 tog Bibic en kandidatexamen i företagsekonomi. I sin kandidatuppsats studerade han skillnader och likheter mellan hur manligt respektive kvinnligt ledarskap arbetar med jämställdhetsfrågor.
Bibić avslutade sin professionella ishockeykarriär 2021.

### Familj
Bibic har sedan slutet av 2010-talet en relation med fotbollsmålvakten Zećira Mušović.